# Jemison (Alabama)
Pour les articles homonymes, voir Jemison.

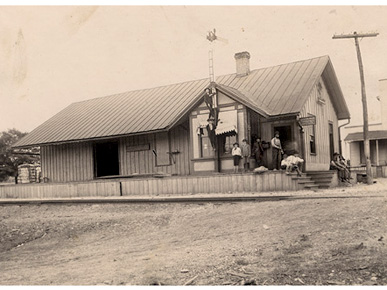
Gare à Jemison en 1907

Jemison est une ville américaine située dans le comté de Chilton en Alabama.
Selon le recensement de 2010, Jemison compte 2 585 habitants. La municipalité s'étend sur 11,26 milles carrés (29,16 km2), dont 11,19 milles carrés (28,98 km2) de terres.
La ville est d'abord appelée Langston Station ou Langstonsville, en l'honneur de la propriétaire de lieux Louise Langston. Elle est renommée en 1873 en l'honneur de Robert Jemison, qui a dirigé le chemin de fer entre Montgomery et Tuscaloosa.

## Démographie
| 1880 | 1900 | 1910 | 1920 | 1930 | 1940 | 1950 | 1960 |
| ---- | ---- | ---- | ---- | ---- | ---- | ---- | ---- |
| 102  | 245  | 413  | 419  | 459  | 456  | 847  | 977  |

| 1970  | 1980  | 1990  | 2000  | 2010  | - | - | - |
| ----- | ----- | ----- | ----- | ----- | - | - | - |
| 1 423 | 1 828 | 1 898 | 2 048 | 2 585 | - | - | - |